# 金之國 水之國
《金之國 水之國》（日语：金の国 水の国）是岩本奈緒創作的日本漫畫。描述與世無爭的A國公主與失業的B國工程師如何卷入兩國紛爭中心，並用智慧化解干戈。本作品2017年獲得《這本漫畫真厲害！》女性篇第1名及漫畫大賞第2名。

## 故事大綱
A國貿易興盛、富裕繁榮，被稱為金之國，B國資源充足，被稱為水之國，兩國相鄰，時常為了芝麻綠豆大的小事起衝突，最後終於為了清理狗大便的問題引起戰爭。神明介入仲裁，要A國最美的女子嫁到B國，B國最聰明的男子入贅A國。A國住在邊境的第93王女莎拉奉命與B國女婿成親，沒想到等到的竟是一隻小狗，為兩國和平，莎拉隱瞞鄰國沒送來聰明男子之事。而A國國王同樣也未派遣美女至B國，而是送了一隻小貓過去，B國奉命與美女成親的人是工程師納蘭巴耶爾，他也想方設法隱瞞沒有妻子的真相。一日莎拉的姊姊第一王女邀請莎拉及其夫婿參加茶會，煩惱的莎拉帶小狗盧庫曼在郊外散心，盧庫曼掉進洞穴裏，正巧經過的納蘭巴耶爾救出了小狗而與莎拉相識，莎拉請託納蘭巴耶爾假裝成她的丈夫應付第一王女之約，而兩國歷史的齒輪也開始轉動。

## 登場角色

### 主要角色
莎拉（サーラ）
聲：濱邊美波
本作女主角，A國第93王女，是國王住在邊陲側室的么女，性格溫婉，身材豐腴，因A國水資源稀少多以酒代水，酒量很好。奉命與B國男子成親卻迎來一隻小狗，為兩國和平對外隱瞞此事，將小狗取名為盧庫曼（ルクマン）。後來邂逅納蘭巴耶爾，在經歷兩國的政治波折期間與納蘭巴耶爾合作，找出兩國之間和平共處的機會與方法。結局與丈夫育有兩女。
納蘭巴耶爾（ナランバヤル）
聲：賀來賢人
本作男主角，B國一圖書館長之子，原為工程師，但因兩國爆發戰爭致工程停擺失業中，奉命迎娶A國女子卻等到一隻小貓，與父親對外隱瞞此事，將小貓取名為奧東齊梅格（オドンチメグ）。知道A國缺水情況後，找左大臣合作在A國建造水路引水。原先接受莎拉的請求，假裝成她的丈夫應付第一王女之約，但隨劇情進展與莎拉發展出匪淺的羈絆。

### A國角色
拉斯塔邦三世（ラスタバン三世）
聲：銀河萬丈
A國國王，與900年前跟B國和平共處的拉斯塔邦二世同名，因在現代二世被說成是不敢得罪B國的膽小王，對此耿耿於懷。為羞辱B國沒依約讓女子和親反而送去一隻小貓。
蕾歐波爾提涅（レオポルディーネ）
聲：戶田惠子
A國第一王女，是務實的政治家，希望能解決國家的各種問題。作為反戰派，派人保護B國來的夫婿。
薩拉丁·穆萊特（ムーンライト＝サラディーン）
聲：神谷浩史
A國左大臣，原本是北方國度來的劇團演員，獲第一王女青睞被拔擢任官，也是王女的情人。為人精明，一眼看穿納蘭巴耶爾並非真正的夫婿。協助納蘭巴耶爾建造巨大水路。
畢里帕帕（ピリパッパ）
聲：茶風林
A國右大臣，是一名祈禱師，用怪力亂神的迷信哄騙國王，與王女派的左大臣對立。身為主戰派擔心王女派與B國合作，企圖刺殺納蘭巴耶爾。
鮑利
右大臣親衛隊的一員，偶然聽到納蘭巴耶爾與穆萊特密談，遭蕾拉威脅不得聲張。
婆婆（ばあや）
莎拉的僕人，年輕時是王宮的理髮師。幫忙隱瞞B國送來小狗的事。
蕾拉（ライララ）
聲：澤城美雪
第一王女的僕人，總是穿著只露出眼睛的罩袍，替王女刺探政治情報。
阿吉斯（アジーズ）
A國最優秀的建築師，與納蘭巴耶爾合作建設水路。
傑哈勒（ジャウハラ）
A國知識分子，與眾多學者一起被抓進監牢，因納蘭巴耶爾招募建造水路人手被穆萊特釋放。劇中未明示坐牢原因。

### B國角色
歐都尼·奧爾都（オドゥニ・オルドゥ）
聲：寺杣昌紀
B國族長，待人接物十分無禮，為羞辱A國沒依約讓青年和親反而送去一隻狗，打算在A國興師問罪時，說是青年半途逃跑了。
桑查理
納蘭巴耶爾的父親，是一名圖書館館長，幫忙隱瞞A國送來小貓的事。

## 創作設定
本作中，兩個國家的生活型態和政治背景都經過精心設定。根據作者岩本奈緒的說法，A國（金之國）取材自西亞地區的國家（如伊朗和土耳其）和埃及，B國（水之國）則是以中國、蒙古、西藏和尼泊爾為藍本。

## 出版書籍
| 卷数 | 小學館       | 小學館                 | 尖端出版社    | 尖端出版社             |
| 卷数 | 發售日期     | ISBN                   | 發售日期      | ISBN                   |
| ---- | ------------ | ---------------------- | ------------- | ---------------------- |
| 全   | 2016年7月8日 | ISBN 978-4-09-138668-7 | 2020年4月10日 | ISBN 978-957-108-234-9 |

## 動畫電影
2022年6月23日發布本作改編為動畫電影的消息。2023年春季上映。動畫更改了部分情節，原本兩國因神明指示聯姻改為因百年前約定聯姻、A國名稱變成「アルハミド」、B國名稱變成「バイカリ」等。

### 製作人員
- 原作：岩本奈緒「金之國 水之國」
- 導演：渡邊琴乃
- 編劇：坪田文
- 人物設定：高橋瑞香
- 音樂：Evan Call
- 動畫制作：MADHOUSE
- 動畫監製：增原光幸
- 製作幹事：日本電視台放送網
- 發行：華納兄弟影片

## 外部連結
- 動畫電影官方網站